# Дистрибутизм
Дистрибути́зм — экономическая идеология, согласно которой собственность на средства производства должна быть широко распространена, а не сосредоточена в руках государства или отдельных лиц.
Дистрибутизм зародился и развился в Европе в конце XIX — начале XX века. Основанием для него послужило социальное учение католической церкви, изложенное, в частности, в папских энцикликах Льва XIII Rerum Novarum и Quadragesimo Anno Пия XI.

## Общая характеристика
Согласно дистрибутистским представлениям, право частной собственности является фундаментальным,  а средства производства должны быть широко распространены, а не сосредоточены под контролем государства (государственный социализм), нескольких отдельных лиц (плутократия) или корпораций (корпоратократия). Таким образом, дистрибутизм выступает за общество, которое характеризуется широким распространением частной собственности. Кооперативисты, такие как Рейс Мэтьюс (англ. Race Mathews), утверждают, что такая система является ключом к созданию справедливого социального порядка.
Дистрибутизм часто противопоставляется как социализму, так и капитализму, которые рассматриваются дистрибутистами в равной степени дефективными и эксплуататорскими. Томас Сторк (англ. Thomas Storck) утверждает, что «и социализм, и капитализм являются продуктами эпохи Просвещения и, таким образом, представляют собой модернизаторские и анти-традиционалистские силы. Кроме того, некоторые дистрибутисты утверждают, что социализм является логическим следствием капитализма. Противоположным образом, дистрибутизм стремится поставить экономическую активность в зависимость от человеческой жизни как целого, от нашей духовной, интеллектуальной и семейной жизни».
Некоторые рассматривают дистрибутизм скорее как стремление, которое было успешно реализовано в краткосрочном периоде через приверженность принципам субсидиарности и социальной солидарности, «встроенным» в финансово  независимые местные/локальные кооперативные и малые семейные предприятия/бизнесы. При этом сторонники дистрибутизма также указывают на такие периоды, как Средние века, в качестве примеров исторической  долгосрочной жизнеспособности дистрибутизма. Наибольшее влияние на развитие теории дистрибутизма оказали католические авторы Г. К. Честертон и Илер Беллок (англ. Hilaire Belloc), — двое ранних и активнейших  сторонника дистрибутизма.

## Исторический фон
Середина XIX века была отмечена ростом политического католицизма в Европе. Согласно историку Майклу А. Риффу (англ. Michael A. Riff), общей чертой этих движений была оппозиция не только секуляризму, но также капитализму и социализму. В 1891 году Лев XIII издаёт энциклику Rerum Novarum, в которой он обращается к теме «зол и несчастий, от которых теперь страдают почти все рабочие», обращая внимание на то, что «малая группа очень богатых» смогла «возложить на плечи многолюдных масс работающих бедных бремя, кое не намного лучше рабства». В энциклике утверждались право владения частной собственностью, необходимость системы, которая бы позволяла «максимально возможному количеству людей стать собственниками», обязанность работодателей обеспечить безопасные условия труда и должную зарплату, право рабочих на создание  профсоюзов. Коллективное (в частности, муниципальное и государственное) владение собственностью были эксплицитно отвергнуты в качестве инструментов помощи бедным.
В начале XX века, Г. К. Честертон и Илер Беллок свели воедино разрозненный опыт различных кооперативов и обществ взаимопомощи в северной Англии, Ирландии и северной Европе в гармоничную и логически последовательную политическую идеологию, которая выступала за широкое распространение частной собственности на жильё и контроля за промышленностью через малые бизнесы, управляемые собственниками, и кооперативы, управляемые рабочими. Наиболее важными из работ Беллока и Честертона, касающихся дистрибутизма, являются The Servile State и Outline of Sanity.
И хотя большинство последующих сторонников дистрибутизма не являлись католиками, а некоторые являлись бывшими радикальными социалистами, разочаровавшимися в социализме, дистрибутистская мысль была воспринята Движением католических рабочих в соединении с идеями Дороти Дэй и Пьера Морана о независимых локальных общинах.

## Позиция в политическом спектре

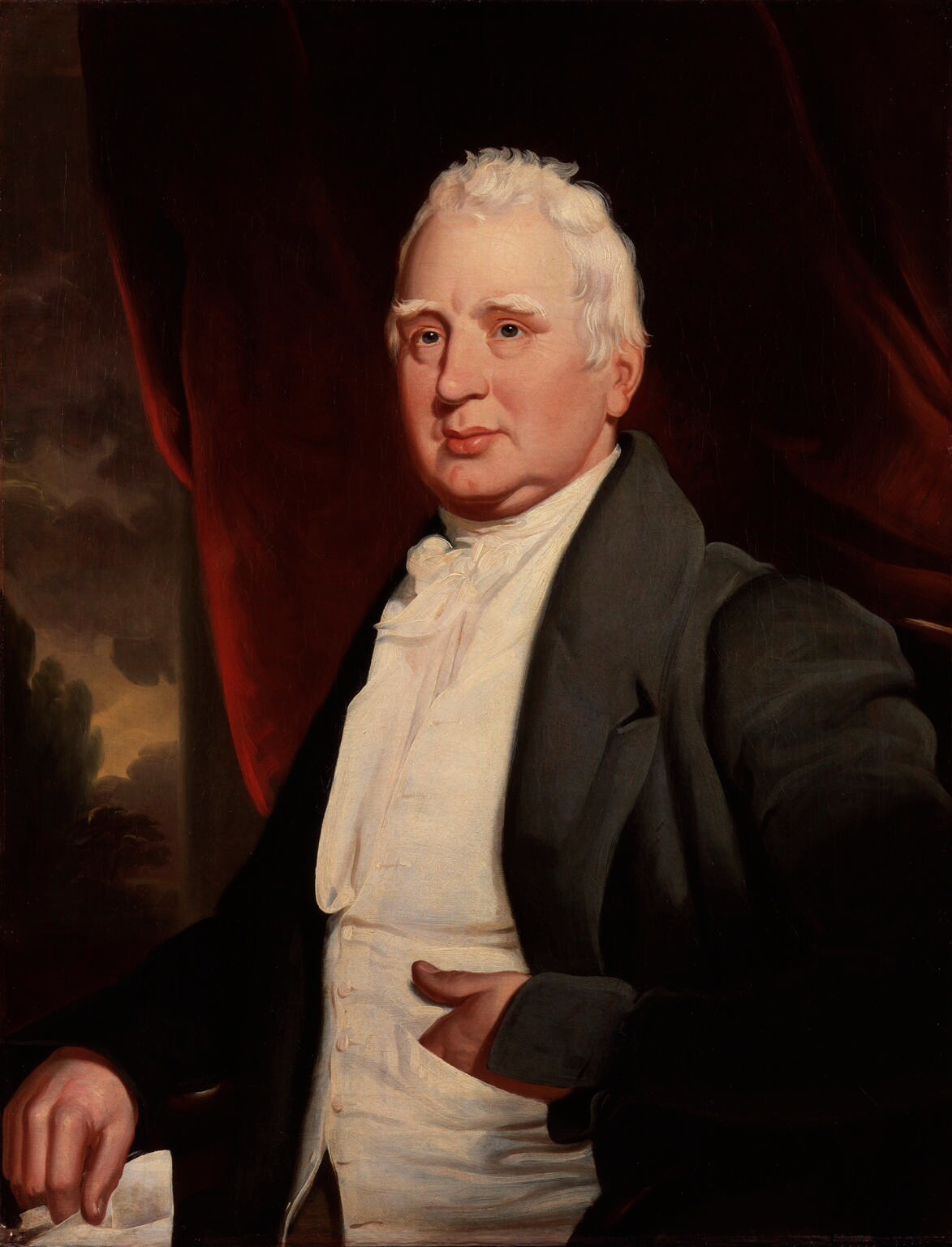
Социальные взгляды Уильяма Коббета оказали влияние на Честертона

Позиция дистрибутистов в сравнении с другими политическими философиями иногда представляется несколько парадоксальной и запутанной. Будучи убеждёнными английскими католиками, сторонниками принципа органического единства, носителями ценностей культурного традиционализма и аграризма, находясь в прямой оппозиции основным принципам историографии вигов — И. Беллок тем не менее был членом Парламента от Либеральной партии, а Честертон однажды заявил: «…я верю в либерализм. Но было и то светлое время невинности, когда я верил в либералов». Данный тип либерализма, отличающийся от современных форм этой идеологии, брал своё начало в работах Уильяма Коббета и Джона Рёскина, которые с радикальных позиций оспаривали идеалы и претензии истемблишмента, но делали это в рамках обновленческой, а не революционной перспективы: они видели себя борцами за восстановление традиционных свобод Англии и её народа, которые были отобраны у них, помимо прочих вещей, со времен Промышленной революции.
Имея некоторые общие идеалы с традиционным торизмом, особенно в положительном видении Средних веков и органического общества, дистрибутисты расходились с ним по ряду важных вопросов. Хотя многие тори находились в оппозиции к реформам, дистрибутисты, в некоторых случаях, рассматривали это не как консервацию легитимной традиционной концепции Англии, но как закрепление вредоносных ошибок и новшеств. Беллок находился в открытой оппозиции к протестантизму как к концепции и как к  схизме от  Католической церкви, рассматривая разделение христианского мира в XVI веке в качестве одного из самых губительных событий в европейской истории. Элементы Торизма, с другой стороны, были бескомпромиссными в том, что касалось государственного статуса Церкви Англии: ради его поддержания, некоторые дистрибутисты даже отказывались от своих изначальных легитимистских ультра-роялистских принципов в отношении Якова II.
Многое в творчестве Дороти Л. Сэйерс, в котором она касается социальных и экономических вопросов, имеет сходство с идеями дистрибутистов: последние могли повлиять на неё или же она сама пришла к выводам, которые встречаются на страницах её трудов. Её доводы, как члена Церкви Англии, укоренены в теологии креационизма и Воплощения, что несколько отличается от позиций католиков Честертона и Беллока.

## Экономическая теория

### Частная собственность

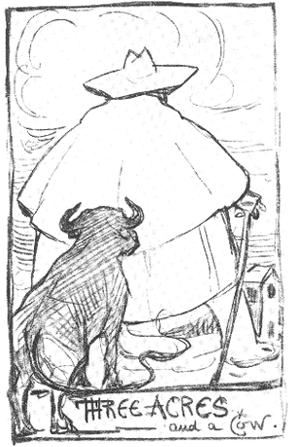
Автопортрет Г. К. Честертона, основанный на дистрибутистском слогане «Три акра и корова»

При дистрибутивной системе большинство людей будут в состоянии зарабатывать без необходимости использовать чужую частную собственность. Примером таких людей являются фермеры, которые являются владельцами собственной земли и необходимого оборудования (см. Аграризм), водопроводчики, владеющие собственными инструментами, разработчики программного обеспечения, которые владеют собственными компьютерами, и т.п. «Кооперативный» подход предлагает более широкую «перспективу»: подобная собственность и оборудование могут находиться в «совладении» у локальных общин, партнеров по бизнесу.
В энциклике Rerum Novarum, Папа Лев XIII утверждает, что люди скорее будут трудиться больше и с большей отдачей, если и когда они сами владеют землей, на которой они работают, что, в свою очередь, принесёт пользу им самим и их семьям, так как они будут в состоянии содержать себя и своих домочадцев. Он утверждает, что когда у людей есть возможность обладать землей и работать на ней, то они «научатся любить саму землю, которая, в ответ на труд их рук, производит не только еду, но и избыток благих вещей для них и тех, кто им дорог». Он также утверждает, что владение собственностью является не только благотворным для человека и его семьи, но, на самом деле, есть право благодаря Богу «…давшему землю для использования всем человечеством и для удовольствия последнего».
Аналогичные взгляды представлены Г. К. Честертоном в его книге «Что не так с этим миром?» (1910 г.). Честертон верит, что в то время, как в отношении творения Бог обладает неограниченными возможностями, человек обладает ограниченными способностями. Вследствие этого, человек имеет право владеть собственностью и обращаться с ней так, как считает нужным. Он утверждает: «Собственность — это лишь искусство демократии. Это значит, что каждый человек должен иметь что-то, что он может сформировать по своему собственному образу подобно тому, как он сам сформирован по образу небесному. Но ввиду того, что он не является Богом, но лишь грубым образом Бога, его самовыражению приходится иметь дело с ограничениями…» Честертон суммировал свои дистрибутистские взгляды во фразе «Три акра и корова».
Согласно Беллоку, в дистрибутистском государстве дистрибуция не распространяется на всю собственность, но лишь на производительную собственность, то есть на собственность, которая производит богатство, иными словами, вещи, необходимые человеку для выживания. Оно включает землю, орудия труда и т.п.

### Система гильдий
Ранние дистрибутисты описывали такой тип экономического порядка, который предполагал возвращение к системе гильдий. Существующие ныне  профсоюзы не являются реализацией этого аспекта дистрибутивистского экономического порядка, так как профсоюзы организованы в соответствии с классовыми принципами для продвижения классовых интересов и, часто, классовой борьбы, в то время, как гильдии/цеха являются классово смешанными синдикатами, состоящими из нанимателей/работодателей и наемных работников, сотрудничающих ради взаимного блага,  продвигая таким образом классовое сотрудничество.

### Банки
Дистрибутизм положительно относится к идее ликвидации нынешней системы частных банков, или, более конкретно, лежащую в её основании практику получения  прибыли  через начисление/взыскание процентов. Дороти Дэй, например, предложила отменить правовое обеспечение договоров по процентной ставке (ростовщичество). Это не повлечет за собой национализации, но может предполагать некоторую степень вовлеченности государства. Дистрибутисты положительно смотрят на кредитные кооперативы как на предпочтительную альтернативу банкам.

### Антимонопольное законодательство
Дистрибутизм оказал важнейшее влияние на антимонопольное право в Америке и Европе, созданное для борьбы с монополиями и чрезмерной концентрацией рыночной силы в руках одной или лишь нескольких компаний, трестов, картелей. Воплощая идею (объясненную выше Честертоном) о том, что слишком много капитализма означает малое число капиталистов, американская обширная система антимонопольного законодательства стремится предотвратить концентрацию рыночной силы в той или иной области производства в руках немногих. Требование, чтобы ни одна компания не обладала контролем над большей частью рынка, является одним из примеров того, как дистрибутизм проложил себе дорогу в государственную политику. За этим стоит представление о том, что децентрализация экономической активности среди многих участников производства намного более благотворна для экономики, чем наличие лишь одного или ограниченного количества игроков в той или иной индустрии. (Антимонопольное законодательство не принимает во внимание случаи, когда лишь крупные компании являются жизнеспособными ввиду природы той или иной индустрии, как, например, в случае с естественными монополиями (например, распределением электроэнергии). Дистрибутизм также признает, что поглощения и слияния могут улучшить благосостояние потребителей; однако его сторонники предпочитают присутствие большего числа экономических агентов, нежели меньшего, так как именно первое в основном способствует конкуренции.)

## Социальная теория

### Семья
Дистрибутизм рассматривает семью, состоящую из двух родителей и ребёнка (или детей), как основную  социальную единицу в человеческом обществе и базовую единицу в функционирующем дистрибутистском обществе. Эта единица также носит базовый характер в многодетной расширенной семье, в социально и генетически взаимосвязанных общинах, нациях, и т.п., в прошлом, настоящем и будущем. Поэтому экономическая система общества должна сконцентрироваться в первую очередь на процветании ячейки-семьи. Дистрибутизм воплощает эту идею в стремлении к утверждению семьи (а не индивида) в качестве базового типа владельца, то есть он стремится к тому, чтобы как можно больше семей (а не как можно больше индивидов) были владельцами производящей собственности. Таким образом, семья является жизненно важной для дистрибутистской мысли.

### Субсидиарность
Дистрибутизм делает большой акцент на принципе субсидиарности. Согласно этому принципу, никакая крупная социальная/экономическая/политическая единица не должна выполнять функции, которые может выполнять более малая единица. Папа Пий XI в энциклике Quadragesimo Anno предложил классическую  формулировку этого принципа: "Точно так же как в корне неверно отбирать у индивидуумов то, что они могут свершить благодаря собственной инициативе и трудолюбию, и отдавать это общине, также несправедливостью и, одновременно с тем, большим злом и нарушением правильного порядка является поручение более крупным и вышестоящим объединениям того, что меньшие и нижестоящие организации могут исполнить."  Таким образом, любое производство (которое дистрибутизм рассматривает в качестве наиболее важной составляющей экономики) должно осуществляться наиболее малой единицей общества. Это помогает поддержать тот аргумент дистрибутизма, что скорее малые единицы (а не крупные, что типично для современных экономик), по возможности – семьи,  должны контролировать средства производства.
Папа Пий XI в той же энциклике Quadragesimo Anno утверждает, что "любая социальная деятельность должна, по самой своей природе, предоставлять помощь членам социального тела и никогда не должна разрушать или поглощать их." Дабы недопустить доминирования крупных частных организаций над политическим телом (гражданским обществом), дистрибутизм применяет принцип субсидиарности к экономической, социальной и политической деятельности.
Сущность субсидиарности кратко может быть выражена через христианскую максиму "Дай человеку рыбу и ты накормишь его на целый день; научи человека ловить рыбу и ты накормишь его на всю жизнь".

### Социальная защита
Дистрибутисты выступают за отмену мер социальной защиты, обосновывая свою оппозицию соображением о том, что подобные меры способствуют большему отчуждению человека, усугубляя его зависимость от «государства рабов» (Servile State по И. Беллоку). Такие представители дистрибутизма, как Дороти Дэй, не выступили с поддержкой мер социальной защиты в период их введения в США. Это непринятие новой программы обусловлено непосредственным влиянием идей Илера Беллока в среде американских дистрибутистов.

### Общество ремесленников
Дистрибутизм продвигает идею общества ремесленников и культуры. Эта идея нашла своё выражение в акценте на малый бизнес, продвижение местной/локальной культуры, а также в предпочтении мелкого производство над капиталистическим массовым (поточным) производством. Общество ремесленников выступает за дистрибутистский идеал консолидации капитала, собственности и производства, оказываясь таким образом в противостоянии с тем, что дистрибутисты рассматривают в качестве социального отчуждения человека от труда.
Это, однако, не означает, что дистрибутизм необходимым образом благосклонен к технологическому регрессу, подразумевающему возвращение к образу жизни, существовавшему до Промышленной революции. Дистрибутисты выступают за право собственности на заводы и прочие индустриальные центры для местного/локального населения.

## Геополитическая теория

### Политический порядок
Дистрибутизм не отдает предпочтение какому-либо политическому порядку (политический аксидентализм). В то время как некоторые дистрибутисты (например, Дороти Дэй) являлись анархистами, большинство дистрибутистов-честертонианцев (англ. Chestertonian distributists) находятся в оппозиции самой концепции анархизма. Честертон полагал, что дистрибутизм является направляющим принципом, в рамках которого может сосуществовать любое количество интерпретаций и перспектив. Эта концепция, по мнению Честертона, должна быть встроена в любую политическую систему, общей характеристикой которой будет широкое распространение владения производительной частной собственностью.

### Политические партии
Бразильская Гуманистическая партия солидарности является дистрибутистской партией. Дистрибутизм также оказал влияние на христианско-демократические партии континентальной Европы и на Демократическую лейбористскую партию Австралии. Росс Дутэт и Рейхан Салам рассматривают свою книгу Великая Новая Партия, «написанную в рамках дистрибутистской традиции», в качестве «дорожной карты» для обновления Республиканской партии США (второе название которой «Великая Старая Партия» англ. Grand Old Party, GOP).

### Война
Дистрибутисты применяют теорию справедливой войны, чтобы определить необходимость/отсутствие необходимости участия в военном конфликте. И Беллок, и Честертон находились в оппозиции британскому империализму в целом, в особенности они выступали против Второй бурской войны. Однако, они поддерживали британское участие в Первой мировой войне.
С другой стороны, многие выдающиеся дистрибутисты, такие как Дороти Дэй, а также те из них, кто участвовал в Движении католических рабочих, были/являются убежденными пацифистами.

## Влияние

### Э. Ф. Шумахер
Дистрибутизм оказал влияние на экономиста Э. Ф. Шумахера, принявшего католицизм.

### Мондрагонская кооперативная корпорация
Мондрагонская кооперативная корпорация, базирующаяся в баскских землях Испании и Франции, была создана католическим священником, о. Хосе Мария Арисмендиарриетой, на которого оказало влияние социальное и экономическое учение Католической церкви, которое вдохновляло Беллока, Честертона, МакНабба и других мыслителей-дистрибутистов.

### Гильдия свв. Иосифа и Доминика
Дистрибутистские идеи были применены на практике гильдией свв. Иосифа и Доминика — группой художников и ремесленников, создавших общину в деревеньке Дитчлинг (Суссекс, Англия) в 1920 году. Девиз группы: «Люди, богатые добродетелью, изучающие прекрасное, живущие в мире в своих домах». Группа стремилась воссоздать идеализированный средневековый образ жизни, на манер Движения искусств и ремесел. Гильдия просуществовала практически 70 лет (до 1989 года).

### «Большое общество»
«Большое общество» — важнейший пункт в предвыборном манифесте британской Консервативной партии 2010 года. Ряд положений этой программы носят явно дистрибутистский характер. В настоящий момент она, предположительно, составляет часть законодательной программы коалиционного соглашения между консерваторами и либерал-демократами. Главной целью этой программы является «создание такого климата, который даст местным общинам, строящим большое общество, возможность взять власть у политиков и передать её гражданам».

## Ранние дистрибутисты
- Герберт Агар[англ.]
- Илер Беллок
- Лео Брент Бозелл[англ.]
- Сесиль Честертон[англ.]
- Г. К. Честертон
- Сиворд Коллинз[англ.]
- Дороти Дэй[35]
- Дж.П. де Фонсека[англ.]
- Эрик Гилл
- Дуглас Хайд (писатель)[англ.]
- Винсент МакНабб[англ.]
- Артур Пенти[англ.]
- Хилари Пеплер[англ.]
- Дороти Л. Сэйерс

## Современные дистрибутисты
- Дейл Алквист[англ.][36]
- Джастин Барретт[англ.]
- Филипп Блонд[37]

## Основные тексты
- Rerum novarum (1891) энциклика Папы Льва XIII
- Quadragesimo anno (1931) энциклика Папы Пия XI
- Centesimus Annus (1991) энциклика Папы Иоанна Павла II
- What's Wrong with the World (1910) by G. K. Chesterton.  ISBN 0-89870-489-8.  Etexts
- The Outline of Sanity (1927) by G. K. Chesterton
- Utopia of Usurers (1917) by G. K. Chesterton
- The Servile State (1912) by Hilaire Belloc
- An Essay on The Restoration of Property by Hilaire Belloc. ISBN 0-9714894-4-0.
- Race Matthews 1999 "Jobs of Our Own" Pluto Press (Australia) and Comerford and Miller (UK) joint publishers
- Evangelii gaudium (2013) апостольское воззвание Папы Франциска